# Alex Brosque
Alex Brosque (Sydney, 12 de outubro de 1983), é um ex-futebolista Australiano que atuava como atacante.

## Carreira
Brosque representou a Seleção Australiana de Futebol, nas Olimpíadas de 2004. 

## Títulos

### Austrália
- Copa das Nações da OFC: 2004

### Sydney FC
- A-League Grand Final: 2009–2010
- A-League Temporada Regular: 2009–2010